# Елизавета Греческая
Елизавета Греческая и Датская (греч. Ελισάβετ της Ελλάδας και Δανίας; 24 мая 1904 — 11 января 1955) — греческая принцесса из рода Глюксбургов, дочь принца Греции Николая, в замужестве — графиня Тёрринг-Йеттенбах.

## Ранние годы
Елизавета родилась 25 мая 1904 года в летней резиденции греческой королевской семьи, замке Татои. 

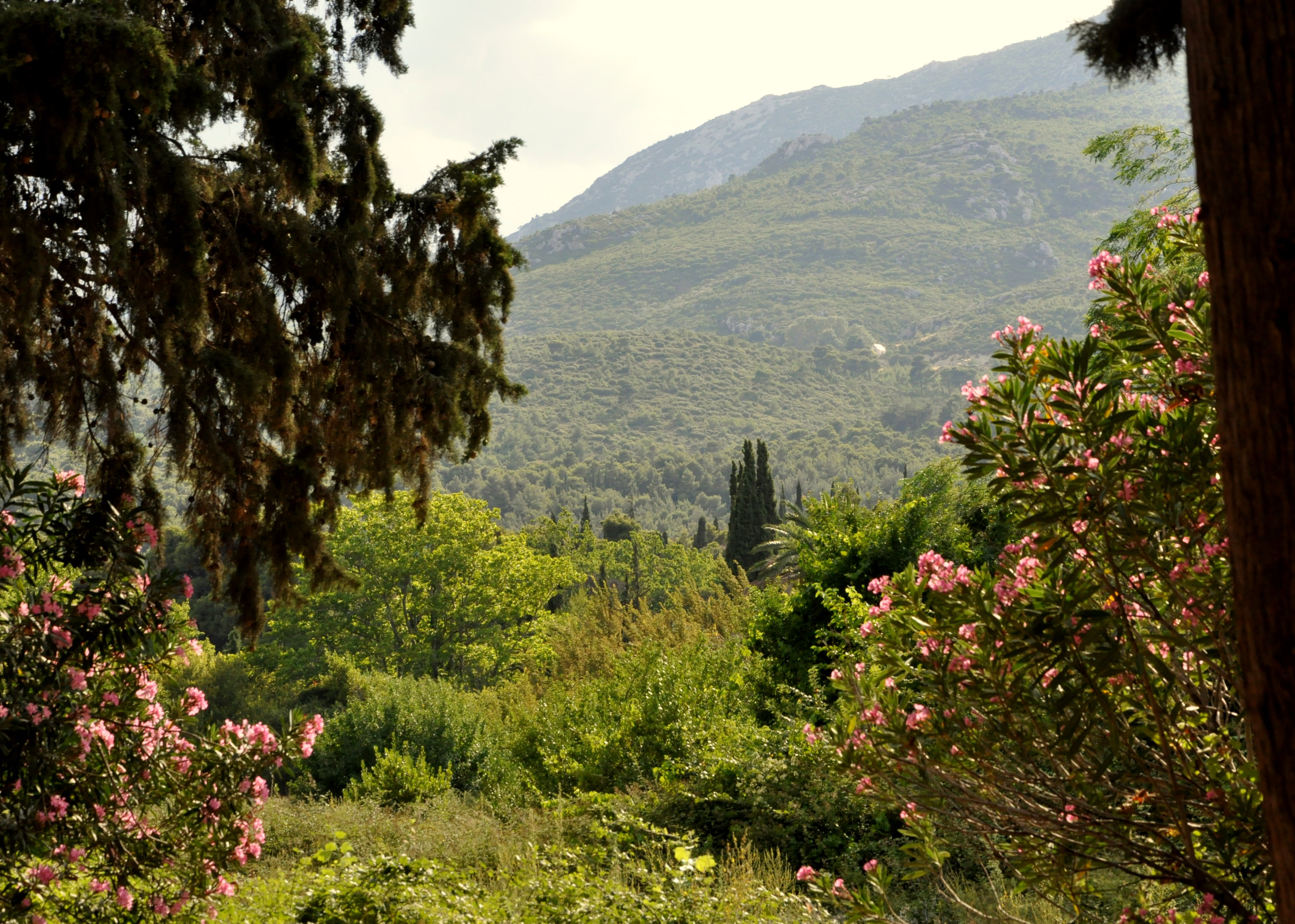
Вид на горы из замка Татои

 Она появилась на свет в семье принца Николая и его жены Елены Владимировны. Через две недели после рождения Елизаветы, её старшей сестре Ольге исполнился год. В 1906 году у них появилась ещё одна сестра — Марина. В стране в это время правил дед девочек — король Георг I. Принц Николай был его четвёртым сыном.
В семье Елизавета из-за густых и непослушных тёмно-каштановых волос получила прозвище «Woolly». Как и её сёстры, она славилась своей красотой. Елизавета была бесстрашной наездницей и талантливым художником. Но всё же любовь к лошадям преобладала.
В 1917 году отрёкся от престола и покинул страну король Константин. 11 июня он эмигрировал в Швейцарию. За ним последовала и семья его брата Николая. Через некоторое время Николай и Елена с детьми обосновались во Франции, где отец семейства преподавал живопись, чтобы получить средства к существованию.
22 октября 1923 года в Белграде её старшая сестра Ольга вышла замуж за брата короля Югославии Павла Карагеоргиевича. Принцесса Марина в 1934 году стала членом британской королевской семьи, выйдя замуж за герцога Кентского.

## Замужество и дети
9 января 1934 года в Мюнхене состоялась гражданская церемония бракосочетания принцессы Елизаветы Греческой и Датской и Карла Теодора Тёрринг-Йеттенбаха, старшего сына Софии Адельгейды Баварской, представительницы побочной ветви династии  Виттельсбахов, и графа Ганса Фейта фон Тёрринга. На следующий день пара обвенчалась в Зеефельде, в родовом замке Тёррингов. Жених был представителем медиатизированного дома, поэтому формально брак не считался морганатическим.
Отец Карла-Теодора к тому времени умер, и титул перешёл к сыну. После свадьбы Елизавета получила титул графини фон Тёрринг-Йеттенбах.
У супругов родилось двое детей:
- Ганс Фейт Каспар Николаус (р. 11 января 1935), с 1964 года женат на Генриетте Гогенлоэ-Бартенштейн (род. 23 августа 1938), трое детей
  - Кларисса (род. 1965)
  - Игнатиус (род. 1966), с 2004 года женат на Робинии Ментасти-Гранелли
  - Карл (род. 1969), с 2009 года женат на Наталье Алексеевне Ивановой
- Елена Марина Елизавета (р. 20 мая 1937), вышла замуж за Фердинанда Габсбург-Лотарингского, сына Максимилиана Евгения Австрийского
  - эрцгерцогиня Елизавета, была замужем за Джеймсом Литчфилдом, брак бездетный
  - эрцгерцогиня София, замужем за Мариано Уго де Виндиш-Граец, трое детей:
    - Принц Максимилиан Уго де Виндиш-Гретц (р. 4 августа 1990 года в Зальцбурге)
    - Принц Алексис Фердинандо де Виндиш-Гретц (р. 10 декабря 1991 года в Риме и умер 9 февраля 2010 года в Сант-Анджело-д'Айф, автомобильная авария)
    - Принцесса Лариса Мария Луиза де Виндиш-Гретц (р. 11 декабря 1996 года в Риме)

  - эрцерцог Максимилиан (1961), женат на Саре Майе Аль-Аскари (1977), имеют трех детей: 
    - Эрцгерцог Николаус (р. 2005)
    - Эрцгерцог Константин (р. 2007)
    - Катарина (р. 2010)

## Титулы
- 24 мая 1904 — 10 января 1934 — Её Королевское Высочество принцесса Елизавета Греческая и Датская.
- 10 января 1934 — 11 января 1955 — Её Королевское Высочество принцесса Елизавета Греческая и Датская, графиня Тёрринг-Еттенбахская.

## Интересные факты
- Американская актриса и супруга Каспера Ван Дьена Кэтрин Оксенберг — внучатая племянница Елизаветы.
- Супруг Елизаветы считался сторонником нацистов, поэтому их не пригласили на бракосочетание её кузена принца Филиппа и наследницы английского престола принцессы Елизаветы, состоявшееся в 1947 году[4]
- Тиара, в которой Елизавета была на своей свадьбе, принадлежала её бабушке Марии Павловне, а затем матери  —  принцессе Елене. Её младшая сестра Марина также шла под венец в этом украшении. Затем тиара перешла дочери Елизаветы — Елене (1956). В ней же выходила замуж её внучка София Габсбург в 1990 году и невеста правнука Максимилиана Сара Майя аль-Аскари в 2005.[5][6]

## Фотографии

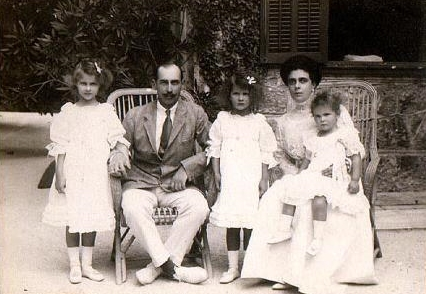
Принцесса Елизавета с родителями и сёстрами
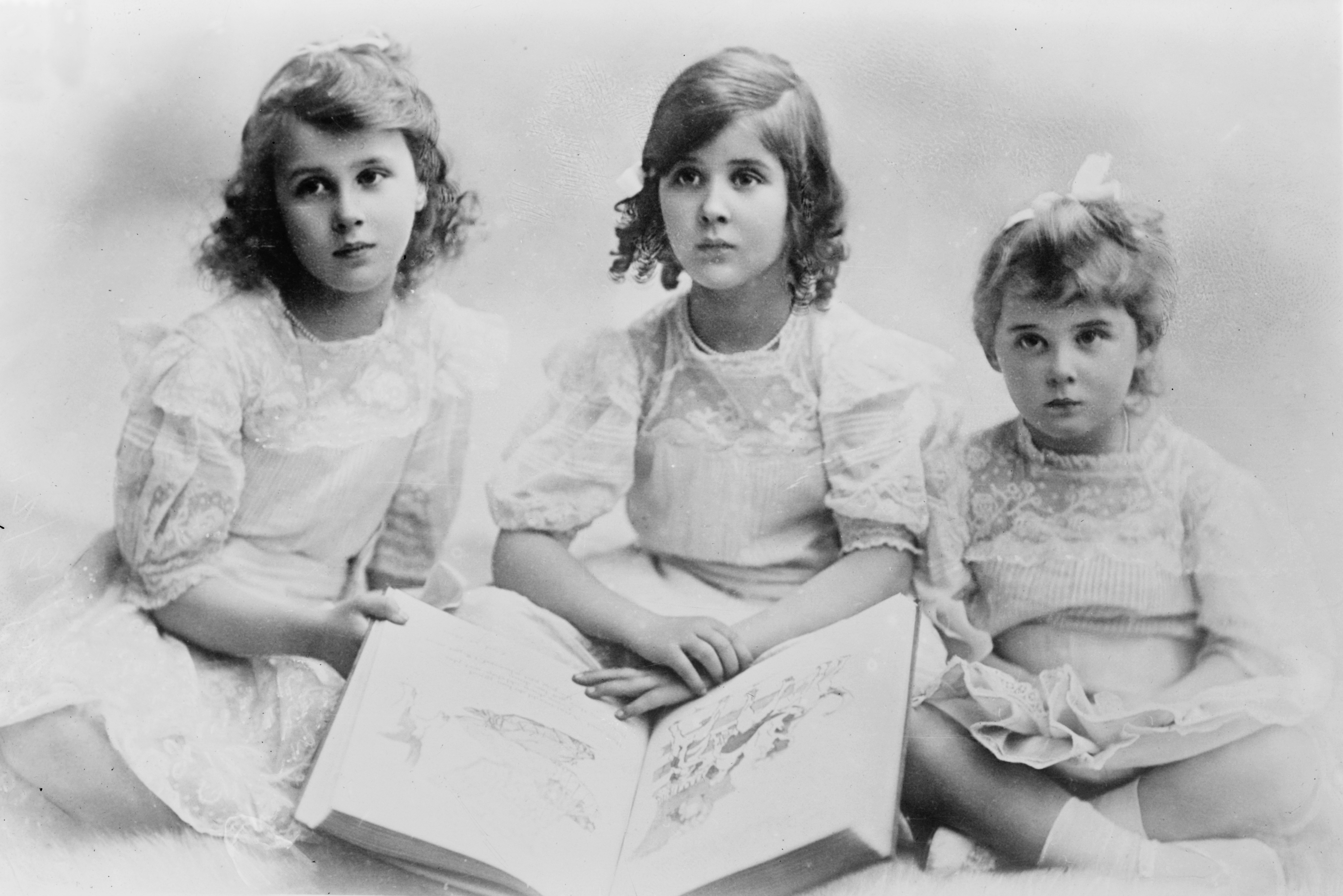
Принцесса Елизавета (в центре) с сёстрами

## Внешние ссылки
- Сайт графа Тёрринг-Еттенбахского (нем.)
- Принцесса Елизавета, графиня Тёрринг-Еттенбахская (англ.)
- Принцесса Елизавета и граф Карл-Теодор. Свадебное фото (недоступная ссылка)
- Карл-Теодор с матерью перед свадьбой. На заднем плане — принцесса Елизавета. Фото
- История свадебной тиары принцессы Елизаветы Греческой в сообществе ru_royaljewels